# Necyria ingaretha
Necyria ingaretha is een vlindersoort uit de familie van de prachtvlinders (Riodinidae), onderfamilie Riodininae.
Necyria ingaretha werd in 1872 beschreven door Hewitson.